# Frenata assistita
La frenata assistita, o BAS (Brake Assistant System) o HBA (Hydraulic Brake Assist) è un dispositivo presente in alcune automobili che ha lo scopo di generare la massima potenza frenante disponibile, qualora la pressione esercitata sul pedale del freno non dovesse risultare sufficiente.

## Funzionamento
Se in una frenata d'emergenza, riconosciuta come tale in base alla rapidità di spinta sul pedale del freno, la pressione esercitata non dovesse risultare sufficiente ad azionare l'ABS, il BAS innalza istantaneamente la pressione fino al valore massimo possibile, mantenendo tale valore anche in caso di diminuzione della forza sul pedale da parte del guidatore. Ciò permette di rientrare nel campo d'azione dell'ABS, lasciando a quest'ultimo il compito di evitare il bloccaggio delle ruote.

## AEB e AEBS
L'Autonomous Emergency Braking, prodotto da Bosch, è ancora più evoluto. Un sistema di telecamere video e infrarossi (che funzionano in notturna) rileva quando il veicolo si sta avvicinando troppo a quello che precede: oltre i 30 km/orari, avvisa il guidatore, e anche a velocità inferiori, fornisce maggiore forza alla frenata se questi aziona il pedale del freno, oppure attua una frenata di emergenza con la massima potenza per evitare la collisione. In un futuro prossimo, la frenata assistita si abbinerà anche al riconoscimento di ciclisti e pedoni, che già esiste in commercio su alcuni modelli di auto.
L'AEB esiste da oltre dieci anni, ma ancora si trova difficilmente su modelli dal prezzo inferiore ai 40 000 dollari. La National Highway Traffic Safety Administration e l'Insurance Institute for Highway Safety hanno annunciato a marzo 2016 un accordo con 20 case automobilistiche USA, che coprono oltre il 90% del mercato statunitense, per introdurre l'AEB di serie su tutti i veicoli a partire dal 1º settembre 2022. La strada dell'autoregolamentazione su base volontaria – stima l'authority – ha consentito di anticipare di tre anni i tempi di introduzione della nuova tecnologia, la più promettente dai tempi della diffusione del controllo elettronico di stabilità, due decenni prima.

## Regolamento
Il sistema di assistenza alla frenata (BAS) è regolato dal Regolamento ONU n. 139, che stabilisce disposizioni uniformi per l'omologazione delle automobili nei paesi UNECE.